# Setellia unispinosa
Setellia unispinosa är en tvåvingeart som beskrevs av Jacques-Marie-Frangile Bigot 1886. Setellia unispinosa ingår i släktet Setellia och familjen Richardiidae. Inga underarter finns listade i Catalogue of Life.